# Omanische Fußballnationalmannschaft (U-23-Männer)
Die omanische U-23-Fußballnationalmannschaft ist eine Auswahlmannschaft omanischer Fußballspieler. Sie untersteht dem omanischen Fußballverband OFA und repräsentiert diesen international auf U-23-Ebene, etwa in Freundschaftsspielen gegen die Auswahlmannschaften anderer nationaler Verbände, bei U-23-Asienmeisterschaften, dem U-23-Turnier des Golfpokals sowie den Fußballturnieren der Olympischen Sommerspiele und der Asienspiele.
Bisher konnte sich die Mannschaft nicht für das olympische Fußballturnier qualifizieren. An der U-23-Asienmeisterschaft nahm der Oman zweimal teil, schied aber beide Male bereits in der Gruppenphase aus. Den U-23-Golfpokal gewann die Mannschaft erstmals 2011. An den Asienspielen nahm der Oman viermal teil und schaffte es 2010 in das Viertelfinale.
Spielberechtigt sind Spieler, die ihr 23. Lebensjahr noch nicht vollendet haben und die omanische Staatsangehörigkeit besitzen.

## Bilanzen
| Olympische Spiele - 1992 bis 2020: Nicht qualifiziert U-22-/23-Asienmeisterschaften - 2014: Gruppenphase - 2016: Nicht qualifiziert - 2018: Gruppenphase - 2020: Nicht qualifiziert | Asienspiele - 2002: Gruppenphase - 2006: Gruppenphase - 2010: Viertelfinale - 2014: Gruppenphase - 2018: Nicht teilgenommen | U-23-Golfpokal - 2008: Gruppenphase - 2010: Dritter - 2011: Erster - 2012: Gruppenphase - 2013: Vierter - 2015: Dritter |